# Porter (Nueva York)
Porter es un pueblo ubicado en el condado de  Niágara en el estado estadounidense de Nueva York. En el año 2000 tenía una población de 6,920 habitantes y una densidad poblacional de 80 personas por km².

## Geografía
Porter se encuentra ubicado en las coordenadas 43°14′59″N 78°59′53″O / 43.24972, -78.99806.

## Demografía
Según la Oficina del Censo en 2000 los ingresos medios por hogar en la localidad eran de $50,425, y los ingresos medios por familia eran $60,373. Los hombres tenían unos ingresos medios de $41,985 frente a los $27,027 para las mujeres. La renta per cápita para la localidad era de $23,951. Alrededor del 4.1% de la población estaban por debajo del umbral de pobreza.